# حزب کمونیست بریتانیای کبیر
حزب کمونیست بریتانیای کبیر (به انگلیسی: Communist Party of Great Britain) (CPGB) بزرگترین حزب کمونیست در انگلیس بین سالهای ۱۹۲۰ و ۱۹۹۱ بود، اگرچه هرگز مانند احزاب فرانسه و ایتالیا به یک حزب توده ای تبدیل نشد. این حزب در سال ۱۹۲۰ با ادغام چندین حزب کوچکتر مارکسیست تأسیس شد و در طی دوره پس از جنگ جهانی اول و انقلاب اکتبر روسیه حمایت بسیاری از سازمانهای سوسیالیست و کمیته‌های کارگری را بدست آورد. بسیاری از کارگران معدن پس از اعتصاب عمومی ۱۹۲۶ از سال ۱۹۲۶ و ۱۹۲۷ به حزب پیوستند. در سال ۱۹۴۵ دو نفر از نمایندگان حزب کرسی‌های انتخابات عمومی را به دست آوردند. از سال ۱۹۴۵ تا ۱۹۵۶، این حزب در اوج نفوذ بود. بعد از انقلاب ۱۹۵۶ مجارستان بیشترین از دست دادن عضویت را تجربه کرد. پس از انحلال اتحاد جماهیر شوروی در سال ۱۹۹۱، رهبری اتحادیه یورو کمونیست این حزب با تأسیس اتاق فکر چپ دمکراتیک، تصمیم به انحلال حزب گرفت. جناح ضد کمونیسم اروپایی حزب کمونیست انگلیس را در سال ۱۹۸۸ تأسیس کرده بود.